# Anthoxanthum tongo
Anthoxanthum tongo là một loài thực vật có hoa trong họ Hòa thảo. Loài này được (Trin.) Stapf mô tả khoa học đầu tiên năm 1899.